# Didier-Marie Proton
Pour les articles homonymes, voir Proton.
Didier-Edmond, puis Didier-Marie Proton est un écrivain et prêtre catholique français né en 1941.

## Biographie
Didier Edmond Joseph Proton naît le 21 septembre 1941 à Usson-en-Forez,, dans une famille nombreuse.
Après son service militaire, orphelin de père, il passe l'année 1964 à l'abbaye de Lérins. Il y rencontre Vincent La Soudière, dont il devient un proche ami et avec lequel il entretiendra une longue correspondance, jusqu'au suicide de ce dernier en 1993,.
Il entre ensuite au séminaire catholique d'Aix-en-Provence.
Mais il le quitte après la crise de Mai 68, pour commencer une vie d’errance. En 1969, il fait paraître sa première œuvre, sur Thomas d'Aquin, aux Éditions universitaires. Ses maîtres sont alors notamment Henry de Montherlant et Johann Wolfgang von Goethe. En 1971, il publie chez Gallimard, avec l'appui de Jean Sulivan, Le Jeune Homme riche. Ce journal qui couvre les années 1964 à 1969 décrit son cheminement du séminaire à l’écriture, du déchirement intérieur entre deux vocations, toutes deux enracinées dans sa soif d’absolu. Il y soutient notamment la thèse d'une « disparition prochaine » de l'Église.
C'est au cours d'un séjour en compagnie de Vincent à Menton, en 1974, qu'il retrouve la foi chrétienne. Il est ordonné prêtre le 28 février 1976, à Brignoles, par les évêques Gilles Barthe et Charles-Amarin Brand.
Optant pour le prénom en religion de « Didier-Marie », incardiné dans le diocèse de Fréjus-Toulon, il est d'abord vicaire de la paroisse de Sanary-sur-Mer, sous l'autorité du curé André Augier. En 1979, il est toujours en poste à Sanary, mais en résidence à Bordeaux. Il devient en 1992 chanoine du chapitre de Toulon ; en 1999 archiprêtre de la cathédrale Notre-Dame-de-la-Seds de Toulon ; puis directeur spirituel et professeur d’histoire de la spiritualité au séminaire de La Castille.
Il s'attache en parallèle à la littérature spirituelle universelle, en reprenant par exemple les textes originaux des œuvres majeures de François de Sales, pour en proposer une transcription en français contemporain. Deux éditions scientifiques paraissent à quelques années d'intervalle : Introduction à la vie dévote (2007) et Traité de l'amour de Dieu (2011).
Il travaille également sur la réédition de Sainte Chantal d’Henri Bremond. Il donne en 2015 une nouvelle traduction du Livre des visions et instructions, d'Angèle de Foligno, avec une préface de Raniero Cantalamessa.

## Œuvres
- Thomas d'Aquin, Paris, Éditions universitaires, 1969, 126 p.  — traduit en espagnol.
- Le Jeune Homme riche : journal (1964-1969), coll. Voies ouvertes, Gallimard, 1971, 248 p.  — dédié à Vincent La Soudière.
- La Relation d'accompagnement, Nouan-le-Fuzelier, Les Béatitudes, coll. Pneumathèque, 1999  (ISBN 2-84024-133-1).

### Éditions
- François de Sales, Introduction à la vie dévote (transcription en français contemporain), Le Cerf, 2007.
- François de Sales, Traité de l'amour de Dieu (transcription), Le Cerf, 2011.
- Henri Bremond, Sainte Chantal (1572-1641) (édition), Le Cerf, 2011.